# Ferdinand Christoph Eberhard von Degenfeld-Schonburg

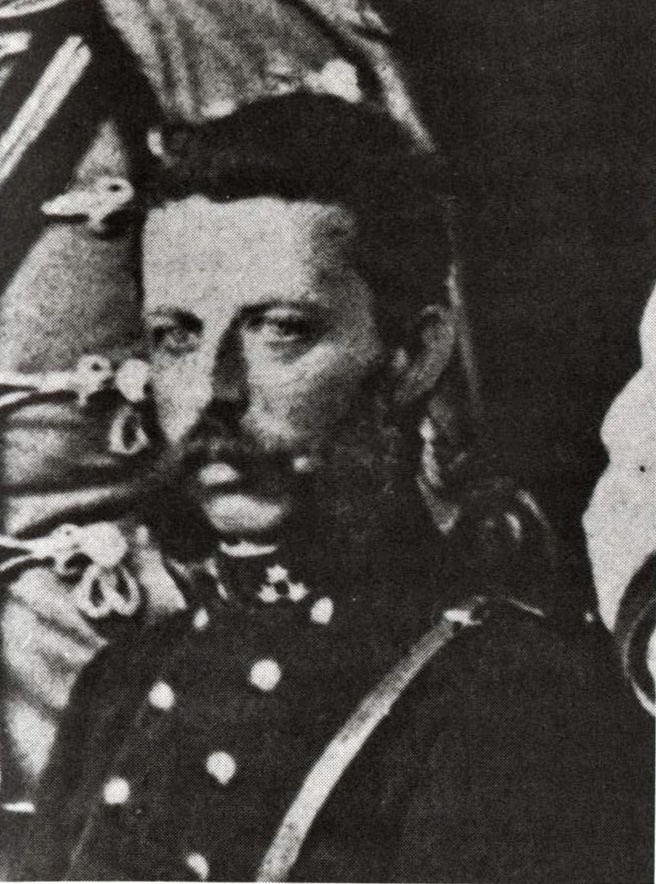
Graf Ferdinand Christoph Eberhard von Degenfeld-Schonburg

Graf Ferdinand Christoph Eberhard von Degenfeld-Schonburg (* 28. Dezember 1835 in Stuttgart; † 11. September 1892 in Eichtersheim) war ein österreichischer Feldmarschallleutnant und Prinzenerzieher.

## Abstammung und Herkunft
Er entstammte dem Adelsgeschlecht der Grafen von Degenfeld-Schonburg. Seines Vaters Urgroßvater, der preußische Kriegsminister Christoph Martin II. von Degenfeld (1689–1762), war der Neffe von Marie Luise von Degenfeld (1634–1677), Raugräfin und morganatische Gattin des Pfälzer Kurfürsten Karl I. Ludwig.
Ferdinand Christoph Eberhard von Degenfeld-Schonburg wurde geboren als Sohn von Graf Götz Christoph von Degenfeld-Schonburg (1806–1895) und seiner Gattin Ernestine geb. von Varnbüler (1813–1862), Tochter des württembergischen Finanzministers Karl von Varnbüler (1776–1832) und Schwester des Staatsministers Friedrich Karl Gottlob von Varnbüler (1809–1889).
Des Vaters Bruder Ferdinand Christoph von Degenfeld-Schonburg war Gesandter des Königreichs Württemberg in München. Beider Onkel Friedrich Christoph von Degenfeld-Schonburg (1769–1848) stand im Rang eines österreichischen Generalmajors.

## Leben und Wirken

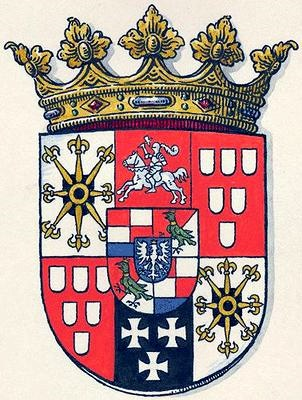
Familienwappen der Grafen von Degenfeld-Schonburg

Mit den Eltern und den Geschwistern konvertierte Ferdinand Christoph Eberhard von Degenfeld-Schonburg im Januar 1853 vom Protestantismus zum katholischen Glauben. Der Vater bekleidete damals den Rang eines württembergischen Oberst und fungierte als persönlicher Adjutant des Königs Wilhelm I. von Württemberg. Durch den Glaubenswechsel verlor er seine Hofstellung und zog sich schließlich ins Privatleben zurück.
Christoph Eberhard von Degenfeld-Schonburg trat in die österreichisch-ungarische Armee ein. Am Deutschen Krieg von 1866 nahm er als Offizier im Böhmischen Dragoner-Regiment „Eugen Prinz von Savoyen“ Nr. 13 teil. 1874 war er Oberstleutnant im Böhmischen Dragoner-Regiment „Fürst zu Windisch-Graetz“ Nr. 14. Gleichzeitig fungierte er als diensttuender Kammerherr bei Erzherzog Karl Ludwig von Österreich, der ihm auch die Erziehung seiner Söhne Franz Ferdinand von Österreich-Este und Otto Franz Joseph von Österreich anvertraute. Mit ersterem, dem präsumtiven Thronerben, blieb er bis zu seinem Lebensende beratend in Verbindung.
Graf Degenfeld-Schonburg wurde 1881 zum Generalmajor befördert und ging zum 1. August 1886 als charakterisierter Feldmarschall-Leutnant in Pension.
Ferdinand Christoph Eberhard von Degenfeld-Schonburg war verheiratet mit Gräfin Maria von Wenckheim (1854–1927) und hatte mit ihr vier Söhne. Der Sohn Heinrich von Degenfeld-Schonburg (1890–1978) wurde Erzieher und lebenslanger Vertrauter des letzten österreichischen Kronprinzen Otto von Habsburg. Ferdinand von Degenfeld-Schonburg (1882–1952), der älteste Sohn, war Jurist und Professor an der Universität Wien.